# Polietileno expandido
El polietileno expandido o espuma de polietileno es una poliolefina de base polietileno.
Para obtener este tipo de espumas, se utiliza un gas para su hinchado, usualmente isobutano. De esta forma se obtiene un polietileno expandido sin transformar la estructura química del polietileno y esto facilita su reciclabilidad.
En la actualidad se están desarrollando espumas de polietileno degradables, conocidas como Bio-polietileno, mediante la conversión y reformado de productos vegetales.

## Características técnicas
Se fabrica con densidades que van desde 15 kg/m³ hasta 140 kg/m³. Su conductividad térmica es de 0.52 m²K/W.
Posee una alta capacidad de recuperación frente a impactos y debido a esto es muy utilizado como material de embalaje para el envío de todo tipo de productos. Por su gran flexibilidad y adaptación cualquier forma permite su conformado  con el mínimo volumen posible. Buena capacidad en absorción de impactos y vibraciones, además es muy liviano.Es aislante térmico y acústico e impermeable por su estructura de celdas cerradas. Dado que es un polímero plástico altamente combustible derivado de un gas es usual que se le incorporen aditivos antiestáticos y retardantes de llama.
Los fabricantes mencionan que es un material 100 % reciclable aunque no hay prueba de ello y es usual que este tipo de espuma finalicen en los vaciaderos, basurales o rellenos sanitarios. También cuenta con diferentes presentaciones para su uso comercial.

## Productos comerciales
Comercialmente se los conoce bajo los siguientes nombres: Ethafoam 220, Ethafoam Select, Ethafoam Nova, Ethafoam 400, Ethafoam 700, Ethafoam 900, Quash, Synergy, Envision, y Lamdex (todas marcar registradas de Dow Chemical). En otros lugares también es conocido como Yumbolon o Superlon (ambas marcas registradas de Polylon S.A.) .

## Reciclaje
Este material puede ser reciclado, al igual que los demás termoplásticos. Es identificado con el siguiente símbolo:

Otros
El polietileno de alta densidad es reciclable.